# Amphitectus
Amphitectus är ett släkte av steklar som beskrevs av Hartig 1840. Amphitectus ingår i familjen glattsteklar.
Släktet innehåller bara arten Amphitectus areolatus.